# Chorale
Pour les articles ayant des titres homophones, voir Coral et Corral.

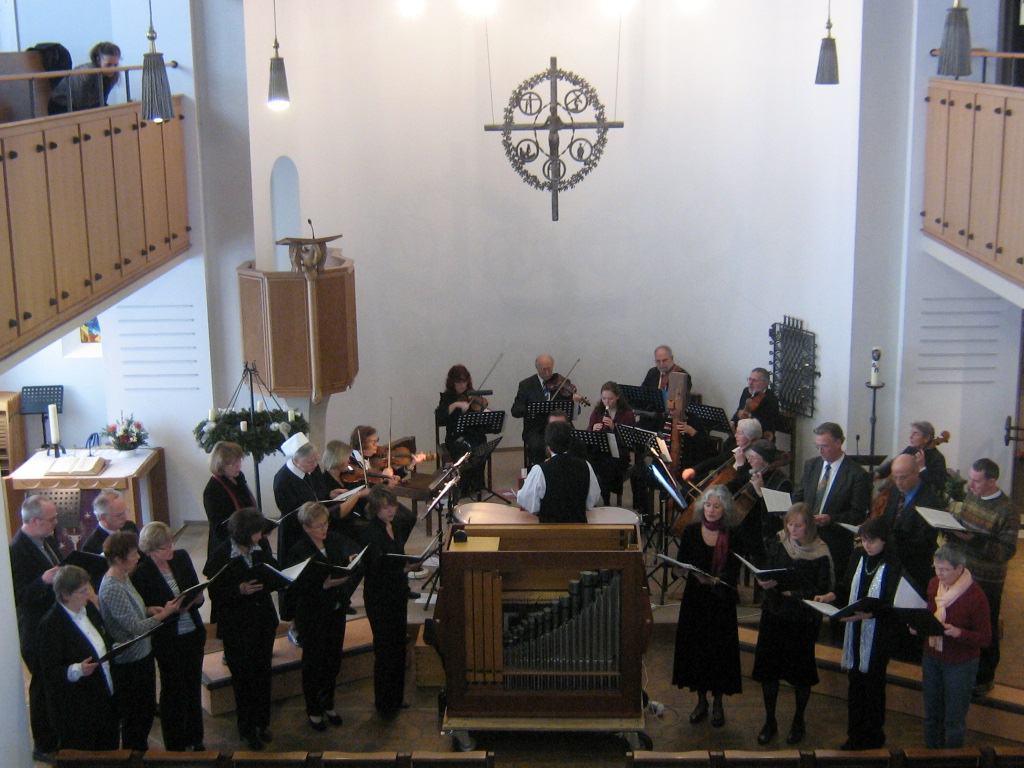
Chorale et orchestre en disposition historique.

Dans la musique occidentale, une chorale (/kɔ'ral/) est un ensemble vocal dont les membres, appelés choristes, chantent collectivement les différentes parties musicales destinées à ce type de formation sous la direction d'un chef de chœur.
Le mot « chorale » est globalement synonyme de « chœur ». Les deux termes ont cependant des connotations différentes.
- Le mot « chœur » renvoie habituellement à un ensemble constitué de choristes professionnels et rémunérés, recrutés par une institution ou un organisme officiel — « le chœur de tel opéra » ou « le chœur de tel théâtre », « le chœur de telle cathédrale », « le chœur de tel orchestre », « le chœur de telle région », ou encore « le chœur untel », etc.

- Le mot « chorale » au contraire, désigne plus volontiers un groupe d'amateurs, la plupart du temps bénévoles, volontairement réunis autour de l'amour du chant choral — « la chorale d'un collège », « la chorale d'une paroisse », « la chorale du village », etc.

De façon intermédiaire, le terme « ensemble vocal » désigne un groupe plus petit et/ou avec une exigence musicale plus grande, même s'il est amateur.

## Types de chorales
Selon l'âge et le sexe des choristes, on pourra distinguer :
- la « chorale d'enfants », ou « chœur d'enfants » (Maîtrise) : de 6 à 12 ans ;
- la « chorale de jeunes » ou « chœur de jeunes » (hommes, femmes ou mixte) : de 16 à 30 ans ;
- la « chorale d'hommes », ou « chœur d'hommes », ou « chœur masculin » : à partir de 18 ans ;
- la « chorale de femmes », ou « chœur de femmes », ou « chœur féminin » : à partir de 16 ans ;
- la « chorale mixte » — hommes et femmes —, ou « chœur mixte » : à partir de 16 ans.

Selon les institutions
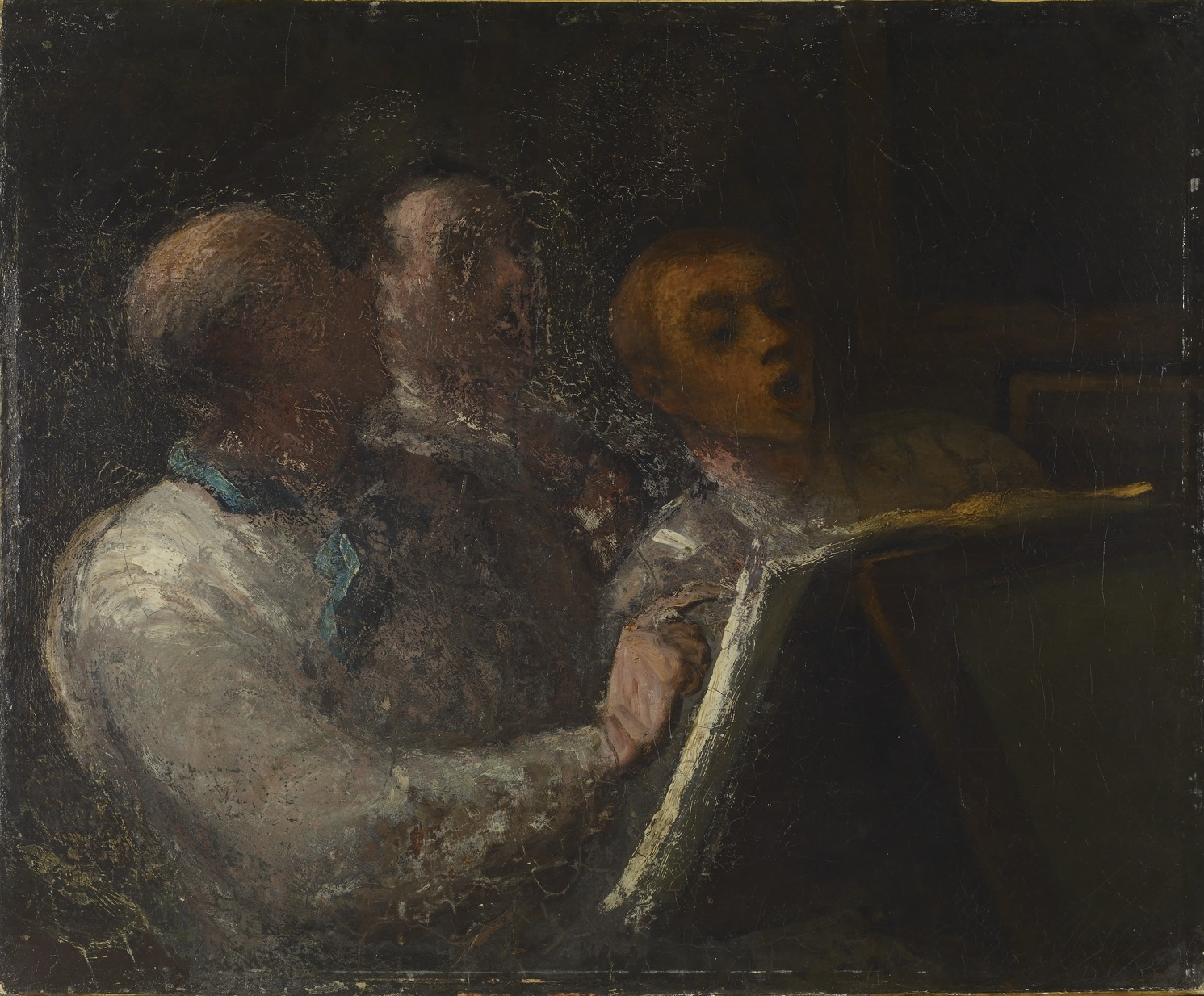
La Chorale de la prison Honoré Daumier Walters Art Museum, Baltimore.
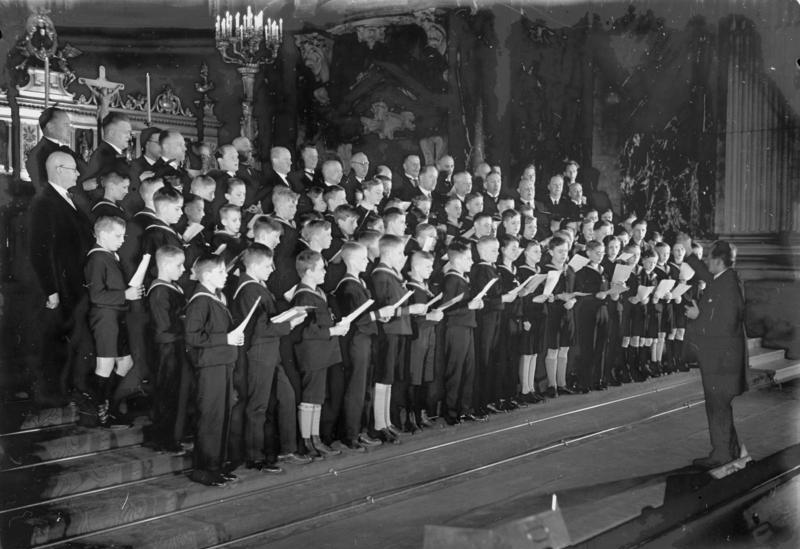
Une chorale d'enfants à Berlin en 1932.
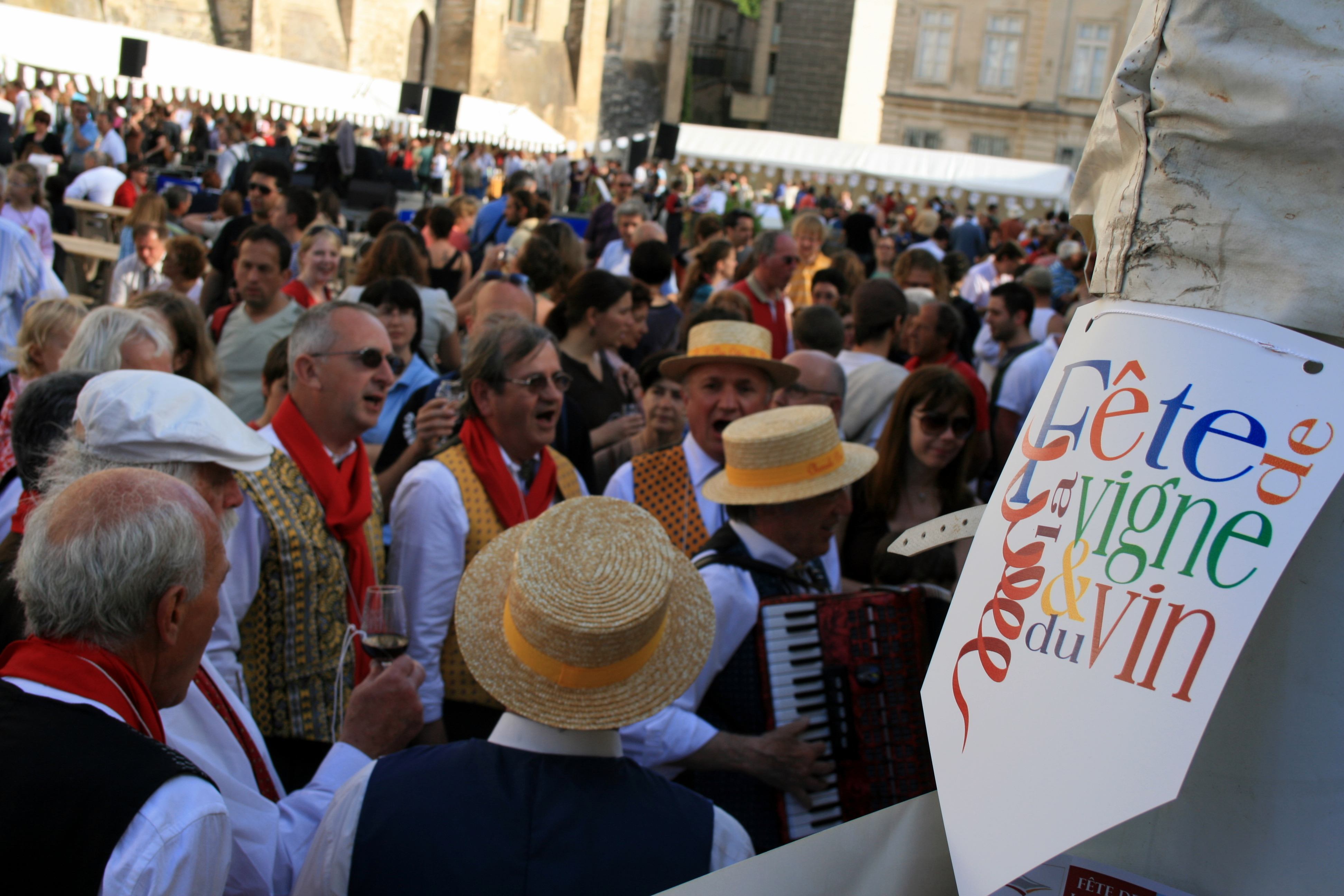
Chorale des côtes-du-rhône à la fête de la vigne et du vin d'Avignon.
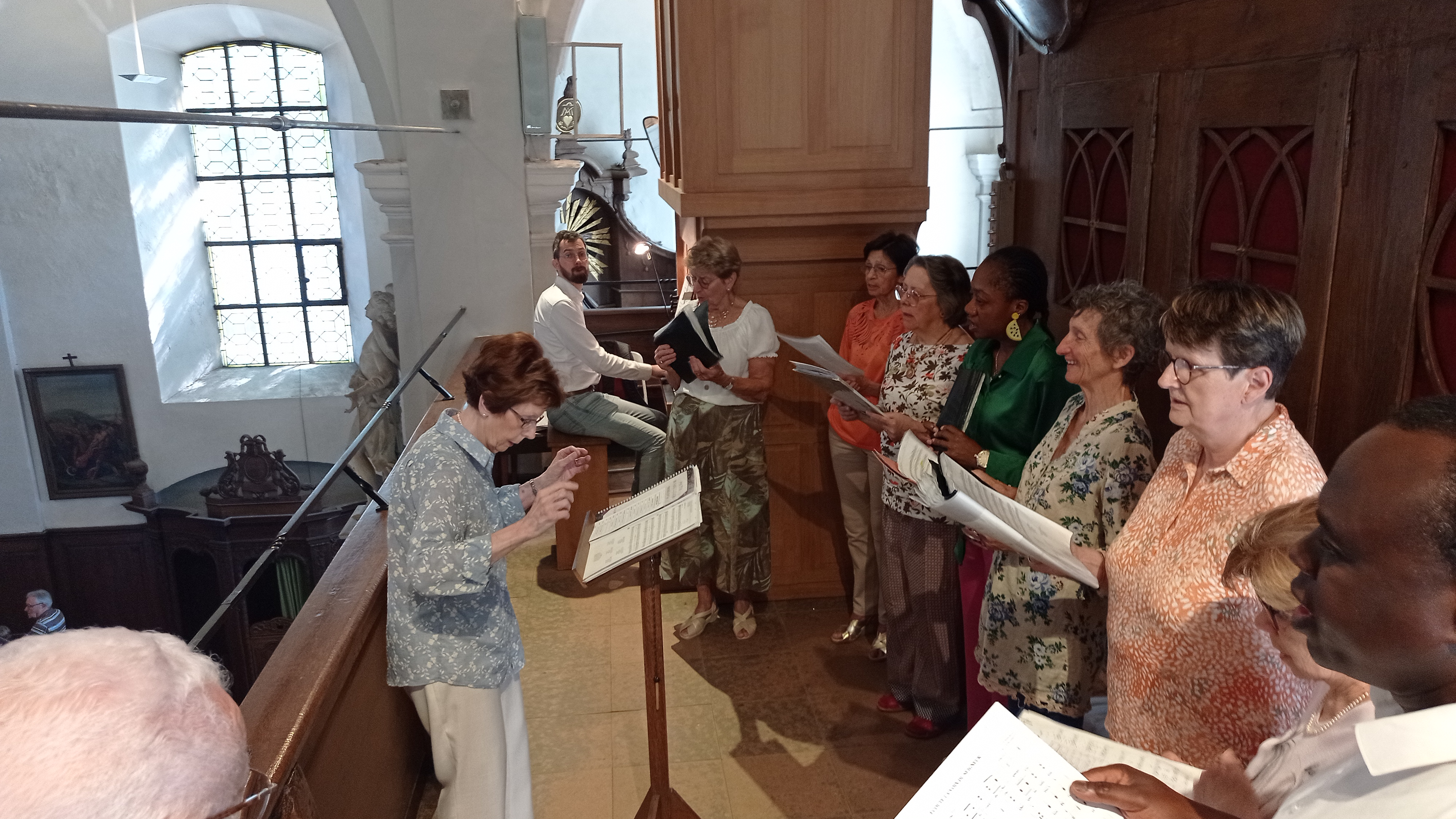
Chorale paroissiale pendant la messe du dimanche.

## Les pupitres
Les membres d'une chorale peuvent être répartis en plusieurs groupes, appelés pupitres ou voix. Ces divers groupes sont destinés à interpréter autant de parties musicales différentes.
Par exemple, une chorale mixte comprend le plus souvent quatre pupitres :
- deux pupitres féminins : soprano et alto ;
- deux pupitres masculins : ténor et basse (chœur SATB).

## Le répertoire
Les chorales peuvent également se distinguer par le choix du répertoire, avec un large éventail de situations dictées par des choix musicaux ou de nature plus sociologique, et par exemple :
- chant sacré et/ou chant profane ;
- chant militaire, folklorique, révolutionnaire ;
- chanson pop, variété ou rock harmonisée.